# CREW
CREW is een Vlaams kunstenaarscollectief, in 1991 opgericht door de kunstenaar Eric Joris. Hun interdisciplinaire kunstprojecten betreffen de immersie: het idee hebben in een digitale omgeving fysiek aanwezig te zijn.
Het collectief ontvangt structurele subsidie van de Vlaamse overheid en via het kunstproject Dreamspace van de Europese Unie.

## Werkwijze
Eric Joris omschrijft zijn werkwijze als "een methode die de toekomst zichtbaar maakt door nieuwe mogelijkheden in het heden te creëren". Daarbij werkt hij in het collectief samen met andere kunstenaars en wetenschappers. In zijn projecten onderzoekt hij de interactieve technologie en de immersiviteit, vanuit een utopisch idee. De projecten van CREW variëren van individuele performances en installatiekunst tot wetenschappelijke onderzoeksopstellingen en interventies in de publieke ruimte. Het werk van CREW was te zien op de Shanghai World Expo en op conferenties in Europa, China en de Verenigde Staten.
CREW maakt deel uit van het kunstproject Dreamspace, waarbij tools worden ontwikkeld voor creatieve professionals om performances te combineren met videobeelden en digitaal gegenereerde beelden.

## Producties

### Crash
Performances laten een combinatie zien van 360° Omni Direction Video (ODV) en head-mounted display (HMD) om een alternatieve realiteit (AltR) te creëren. Als mensen uit het publiek zich verplaatsen, ervaren zij de virtuele wereld vanuit hun eigen bewegingen. Met dit gegeven werd de performance Crash (2004) gemaakt. Het spel tussen de werkelijke tijd en het tevoren opgenomen materiaal was typerend voor het toenmalig werk van CREW.

### C.a.p.e.
Onder de noemer C.a.p.e. worden sinds 2010 performances gemaakt. Het publiek kan met een videobril, (motion) trackers en een hoofdtelefoon nieuw gecreëerde filmbeelden zien.

### Overzicht van producties
- Absence, 2015 (Eric Joris en Peter Verhelst), productie door CREW Eric Joris en NTGent
- EXPLORER/Prometheus Unchained, 2015 (Eric Joris en Urland), productie door CREW Eric Joris en Productiehuis Rotterdam
- C.a.p.e. Anima, 2014 (creatie van CREW en Anima Eterna Brugge, gedirigeerd door Jos Van Immerseel, in commissie van Concertgebouw (Brugge)
- Centrifuga, 2013
- C.a.p.e. Vooruit/STAM, 2013
- aXes, 2013
- C.a.p.e. KIT, 2013 (Eric Joris en Chantalla Pleiter)
- C.a.p.e. Tohoku, 2012
- NoHorizon, 2012
- C.a.p.e. Pierrefonds, 2010
- BOLSCAN, 2010
- Line-Up, 2009
- EUX, 2009
- W(Double U), 2008
- O_Rex,1.3., 2008
- U_Ranging Standstill, 2006
- Crash, 2004
- Philoctetes, 2002
- Icarus, 2001
- N.M., 2001
- Kammerspiel, 1999
- Kaufhaus Inferno, 1999